# Томас, Иосиф
Иосиф Томас (3.08.1934 г., Алькаш, Ирак — 22.12.1999 г., Басра, Ирак) — архиепископ Басры Халдейской католической церкви с 29 ноября 1983 года по 5 февраля 1984 года.

## Биография
Иосиф Томас родился 3 августа 1934 года в городе Алькаш, Ирак. 21 декабря 1960 году был рукоположён в священника.
29 ноября 1983 года Римский папа Иоанн Павел II назначил Иосифа Томаса архиепископом Басры. 5 февраля 1984 года Иосиф Томас был рукоположён в епископа.
Умер 22 декабря 1999 года в городе Басра.